# 7848 Bernasconi
7848 Bernasconi è un asteroide della fascia principale. Scoperto nel 1996, presenta un'orbita caratterizzata da un semiasse maggiore pari a 2,5552761 au e da un'eccentricità di 0,1946182, inclinata di 3,14523° rispetto all'eclittica.
L'asteroide è dedicato ai fratelli e astronomi italiani Angelo e Giovanni Bernasconi.